# Tangeh-ye Rāz
Tangeh-ye Rāz (persiska: تنگه راز, Tangeh Rāz, Tangeh-ye Zār) är en ort i Iran.   Den ligger i provinsen Nordkhorasan, i den nordöstra delen av landet, 500 km nordost om huvudstaden Teheran. Tangeh-ye Rāz ligger 1 031 meter över havet och antalet invånare är 355.
Terrängen runt Tangeh-ye Rāz är huvudsakligen lite kuperad. Tangeh-ye Rāz ligger nere i en dal. Runt Tangeh-ye Rāz är det ganska glesbefolkat, med 27 invånare per kvadratkilometer. Närmaste större samhälle är Rāz, 15,9 km öster om Tangeh-ye Rāz. Trakten runt Tangeh-ye Rāz består i huvudsak av gräsmarker.